# Limnoria septima
Limnoria septima är en kräftdjursart som beskrevs av Barnard1936. Limnoria septima ingår i släktet Limnoria och familjen borrgråsuggor. Inga underarter finns listade i Catalogue of Life.